# Chlum (Rokycanská pahorkatina)
Chlum (416 m) je hora ležící na severovýchodním okraji krajského města Plzně. Vrchol leží v katastrálním území Doubravka, část severního úbočí v katastrálním území Bukovec. Pod vrchem prochází v Ejpovickém tunelu železniční trať Praha–Plzeň. Svah na západě a severovýchodě klesá plynule až k přibližně 800 metrů vzdálené Berounce, zatímco na severozápadě se Berounka vzdaluje na více než 2 km od vrcholu. Spolu s Krkavcem a Radyní ohraničuje Plzeňskou kotlinu, je to nejvyšší bod města Plzně. Jméno Chlum se dávalo kopcům se zalesněným vrcholem.

## Historie hory a blízkého okolí
Od 15. století začalo město Plzeň kupovat vesnice v blízkém okolí hory. V roce 1509 Doubravku, pak v roce 1731 Újezd a v roce 1724 Bukovec. Takto vlastnictví kopce přešlo k městu Plzeň. V roce 1820 byl vrch skoro holý a byl propachtován k pastvě ovcí. Po ukončení pachtu byl vrch zalesněn. V roce 1895 byl Chlum směněn s Chudinským špitálem svaté Máří Magdalény za tzv. Špitálský les, kvůli založení městského hřbitova. Les na kopci byl potom pronajímán a příjem byl používán k financování Chudinského špitálu. V roce 1905 byl kolem celého lesa postaven plot a v lese založena srnčí a dančí obora. V roce 1923 byla obora zrušena a les byl dán k užívání široké veřejnosti. Les byl ale kvůli činnosti zvěře ve velmi špatném stavu a dokonce se tehdy objevily i plány na otevření štěrkovny a lomu.

## Rozhledna

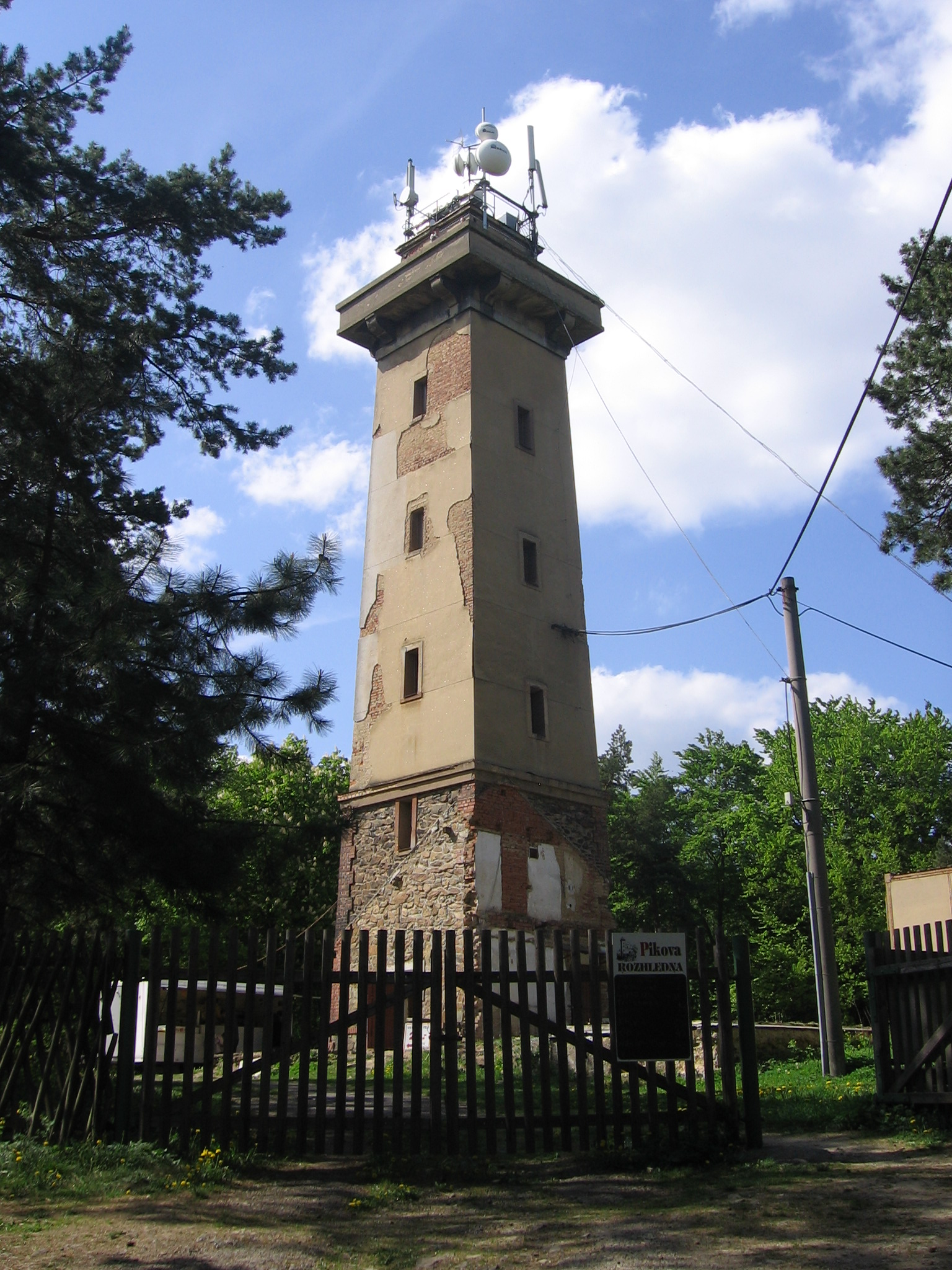
Rozhledna na vrchu Chlum.

Na zalesněném vrcholu Chlumu stojí od roku 1926 kamenná a zděná rozhledna vysoká 25 m s vyhlídkovou plošinou ve výšce 22 m, postavená tehdejším Svazem čs. dělnických turistů společně s dnes již neexistující chatou Luďka Pika a dnes je rozhledna chráněná jako kulturní památka. Svaz byl podporován starostou Luďkem Pikem, který přispěl k získání pozemků pro rozhlednu a chatu. Chata byla první postavenou chatou tohoto svazu a Luděk Pik se později, v roce 1934, stal předsedou svazu a to je i další důvod, proč byla chata po Pikovi pojmenována. Koncem roku 1938 se však Svaz slučuje s Klubem československých turistů.

### Historie rozhledny

#### Plány afinance

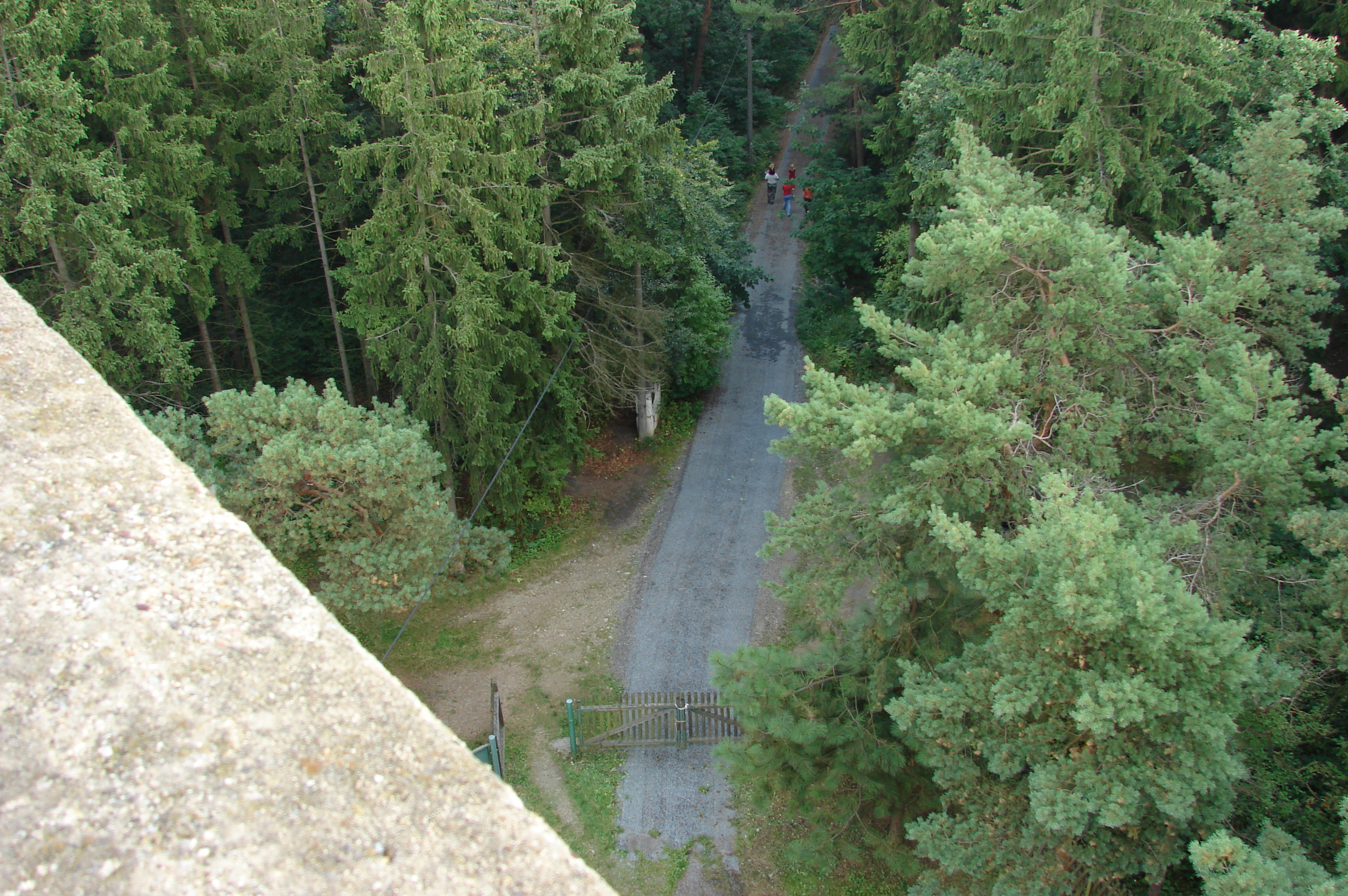
Příjezdová cesta k rozhledně

První s myšlenkou stavby rozhledny s restaurací přišel odbor Svazu československých dělnických turistů v Doubravce v roce 1923. Pozemek byl pronajat na 99 let od města za symbolický 1 haléř za metr čtvereční, tzn. 10 korun za rok. Financování bylo obtížné, protože po zveřejnění výzvy v dělnickém časopise a organizování sbírek po celé republice bylo nasbíráno celkem 36 450 korun. V další upisovací akci někteří členové svazu půjčili i celé své úspory. Tímto způsobem bylo nasbíráno dalších 100 000 korun. K tomu byl odsouhlasen svazem zvláštní příspěvek – každý člen po následující tři roky musel platit ročně 1 korunu na rozhlednu. K problémům s financováním se připojil i problém nechuti stavebních firem na stavbě pracovat, protože na vrchol v té sobě nevedla cesta a voda na stavbu by se musela vozit až z rybníka v Doubravce. Celkem stavba stála 344 760 Kč.
Také tvar a materiály, ze kterých se měla rozhledna postavit, se v průběhu let měnily. První plány počítaly s dřevěnou rozhlednou a malým občerstvovacím bufetem. Poté byl projekt změněn na železobetonovu věž a až nakonec byl zvolen návrh z cihel, betonu a kamene.

#### Stavba

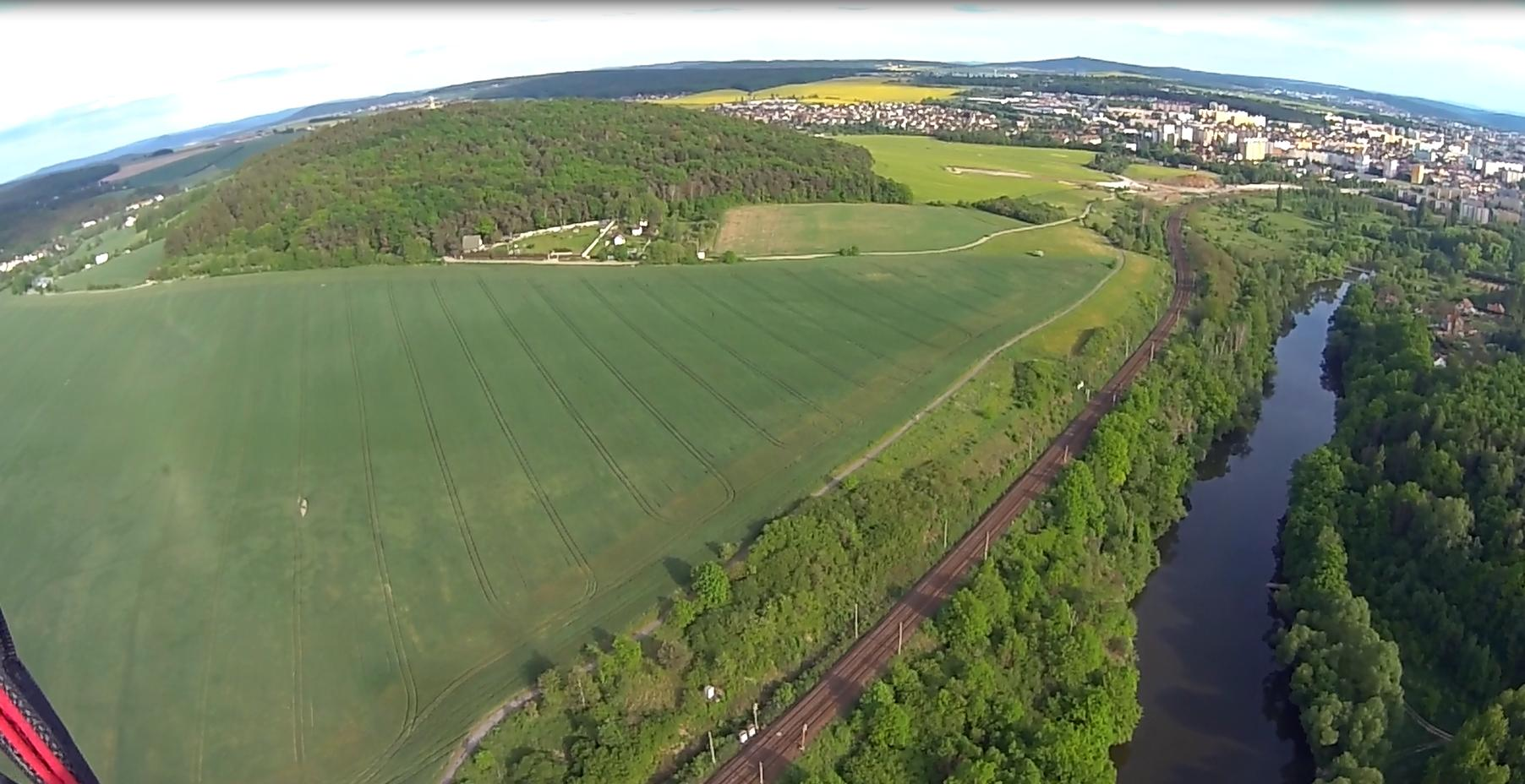
Letecký pohled na Chlum

Slavnostní položení základního kamene chaty proběhlo po několikaletém plánování Svazem československých dělnických turistů dne 1. května 1926. Poté na stavbě pracovalo mnoho brigádníků. Kámen na zdi byl vysbírán z okolního lesa a také ručně lámán na místě, protože byla potřeba vykopat základy a sklep do skály. Na stavbu bylo potřeba 120 m3 kamene. Cihly byly vynášeny lidmi od úpatí kopce, protože na vrch stále nevedla cesta. Na stavbě pomáhali nejen členové Svazu, ale i turisté a školní výpravy. U stavby byl zřízen občerstvovací stánek.
S vybíráním vhodného místa ke stavbě je spojená legenda. Protože je vrchol Chlumu oblý a v hustém lese, nebyl dost znatelný a nebylo proto jisté, jestli ze zvoleného místa bude dobrý rozhled. Proto bylo vytipované místo otestováno pomocí hasičského žebříku, který tak posloužil k určení vhodného místa ke stavbě.
Dokončená turistická chata (bez rozhledny – ta byla postavena až v další etapě) byla slavnostně otevřena 1. srpna 1926 a byla pojmenována po Luďku Pikovi. Z finančních důvodů nebyla plně dostavěna rozhledna a ta byla postavena v roce 1926 pouze do třetinové výšky. První patro rozhledny a restauraci postavil stavitel Jan Hegner z Plzně. Věž byla dostavěna do konečné výšky v roce 1929 a to firmou Janouch, která sídlila v Doubravce (dnes součást Plzně), podle jiných zdrojů věž dostavěl stavitel Karel Tomášek. Slavnostní otevření proběhlo 23. června 1929. Stavba rozhledny stála celkem skoro 345 000 korun. Kvůli stavbě rozhledny, chaty a umístění světelného majáku na rozhledně, sloužící pro navigaci v letecké dopravě, byla chata a rozhledna elektrifikována a také byla na vrchol postavena silnice. Obtížnější úseky silnice stavělo i ženijní vojsko a v poslední zatáčce museli dokonce výbušninou odstřelit skálu. Světelný maják byl dvakrát denně využíván poštovním letem z Paříže do Prahy. Také byl důležitý na lince Praha – Plzeň – Přimda na trati do Štrasburku. Tento maják začal pracovat v září 1931, měl intenzitu 2 000 000 svíček a rotoval, žárovky měly výkon 1500 wattů a byly obsluhovány automatickým zařízením na výměnu žárovek, k tomu celý systém byl spínán automaticky pomocí spínacích hodin. Ze země nebyl tento systém vůbec vidět, byl nastaven tak, aby maximální intenzitu měl ve 300 metrech. K tomu měl systém na vysílání svislých oranžových paprsků, které udávaly opakující signály, ze kterých bylo možné vyčíst pořadové číslo majáku a tím pádem i polohu majáku. V roce 1931 se k chatě z důvodu nevyhovující kapacity chaty začal přistavovat pavilon a to stavitelem Hajšmanem z Plzně–Letné.

#### Popis chaty
Vedle rozhledny stála, dnes už nestojící, chata, která měla zasklenou verandu, ze které byl přístup do věže, pak místnost pro turisty, spojenou s ostatními místnostmi a pavilonem schopným pojmout až dvě stě osob. V podkroví chaty se dalo přespat a byla tam místnost se čtyřmi lůžky a také nájemní byt.
Na kopci Chlum byly v té době postaveny sáňkařská dráha a dva skokanské můstky (jeden „obří“ s kritickým bodem 28 m a druhý s přibližně tříčtvrtinovými parametry; oba zbourané v roce 1951 – dřevo z nich pak bylo použito na dva malé skokanské můstky). Během období druhé světové války byl v rozhledně správce Krbec a pracovalo zde sedm číšníků. Voda pro provoz byla brána a dovážena z vodního zdroje, umístěného 70 metrů pod vrcholem (od devadesátých let se o to stejné stará vodovod), dvěma psy Kazanem a Harykem dolů po sáňkařské dráze a nahoru po nově postavené silnici.

#### Druhá světová válka

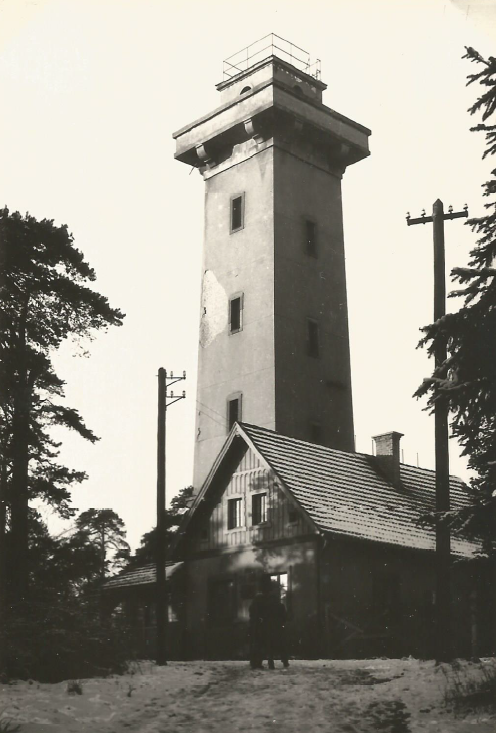
Rozhledna na Chlumu (1960)

Během druhé světové války sloužila rozhledna jako pozorovatelna pro dvacet vojáků Wehrmachtu, kteří se na rozhledně po dvou střídali v hlídce na věži. Vojáci bydleli v podkroví av nájemce Krbec s rodinou se museli přestěhovat do přízemí. Kvůli tomu, že v horním patře byly slyšet rozhovory lidí dole, tak se Krbec s rodinou odstěhoval a nájem převzal Mašek, který restauraci vedl až do konce války.

#### Po druhé světové válce

Pohled na Chlum spolu s Krkavcem z Červeného hrádku

Po druhé světové válce se změnou politických poměrů přišla i změna majitele. Podle Sovětského vzoru patřily turistické kluby k podnikům a tak například Potraviny, Bukovská papírna a Slavie VŠ vlastnily rozhlednu. Sokolská obec byla donucena odevzdat chatu v roce 1953 Závodu V. I. Lenina v Plzni. Les byl v roce 1953 od Špitálu svaté Máří Magdalény vykoupen státem a novým vlastníkem byla Krajská správa lesů. Chata chátrala, na konci 50. let byla pro veřejnost uzavřena. I přesto byla v roce 1959 vybudována kanalizace s žumpou a malá vodárna i s připojením k chatě na severním úbočí kopce. Protože TJ Spartak chatu pokládal za zbytečnou a nevyužitelnou, tak 28. února 1961 byla převedena do majetku Obvodního národního výboru v Plzni – Újezdě. Po invazi vojsk Varšavské smlouvy v roce 1968 byla rozhledna obsazena sovětským vojskem. Rozhledna byla poté pronajímána k soukromým akcím, otevřena pro veřejnost však nebyla. V roce 1977 se majitelem staly Západočeské papírny Plzeň – Bukovec. Chata chátrala dál, až v roce 1988 se jí ujala TJ Slavia vysoké školy Plzeň.

#### Po sametové revoluci
Po Sametové revoluci byl pozemek s věží a chatou koupen Jaroslavem Kokešem, který byl v té době ředitelem Kovopetrolu. V roce 1996 koupil areál i s budovami a v roce 1998 byla zbourána Pikova chata a Kokeš měl v plánu postavit tam rozsáhlý hotelový komplex. Úřady stavbu nepovolily a Kokeš nemovitosti prodal. Od roku 2001 je rozhledna památkově chráněným objektem a od dubna 2002 byla o víkendech zpřístupněna. V roce 2007 byla uzavřena. Od 15. května 2010 byla opět otevřena. Dnes rozhledna patří společnosti Rozhledna Chlum s.r.o. a provoz obstarává Klub Českých turistů Plzeň–Bolevec. V červnu 2024 koupilo město od římskokatolické farnosti 33 hektarů pozemku na Chlumu, město Plzeň za Chlum i příjezdovou cestu zaplatilo 20 400 000Kč. 

## Přístup

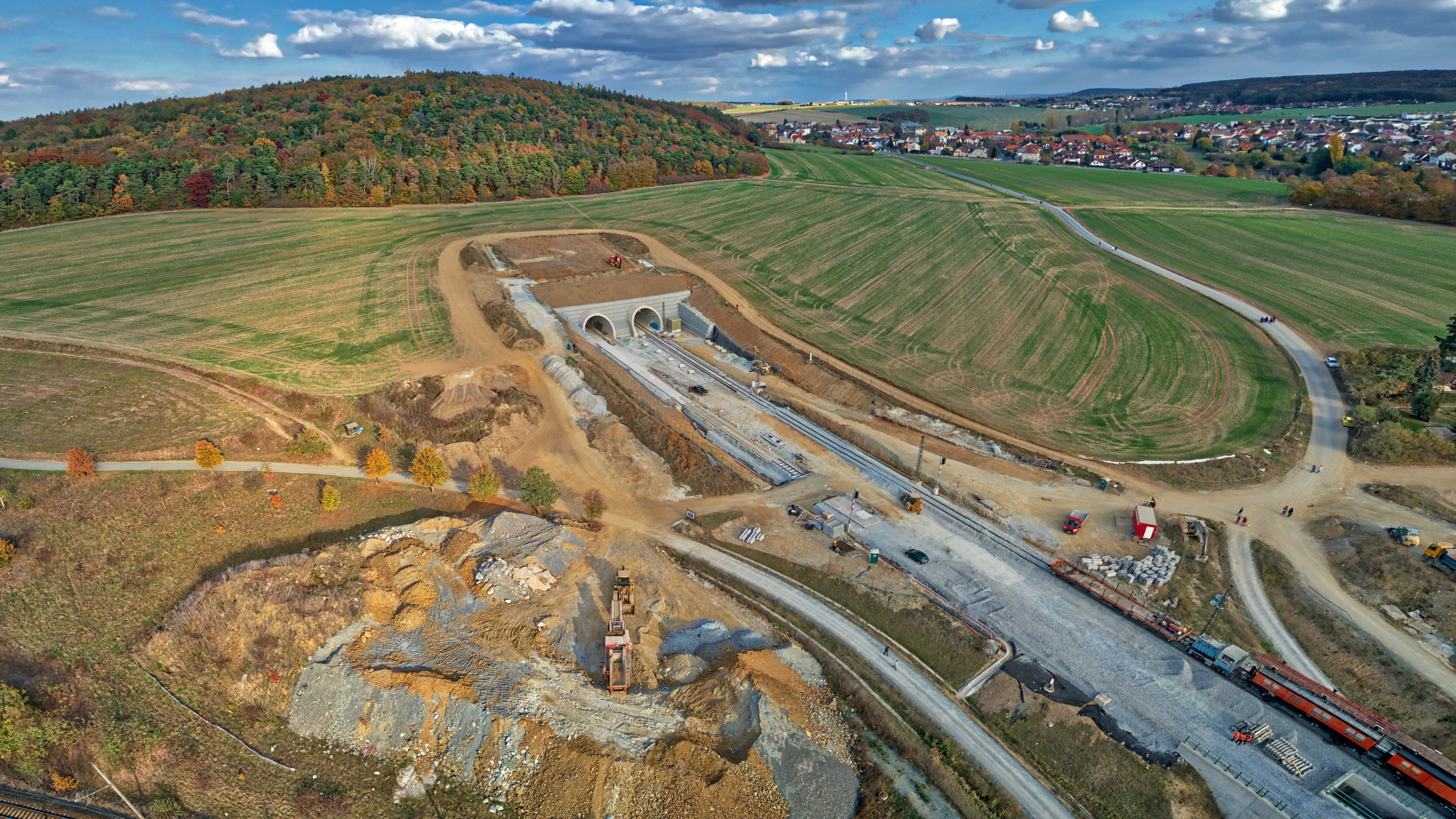
Tunel Ejpovice, západní portál spolu s Chlumem

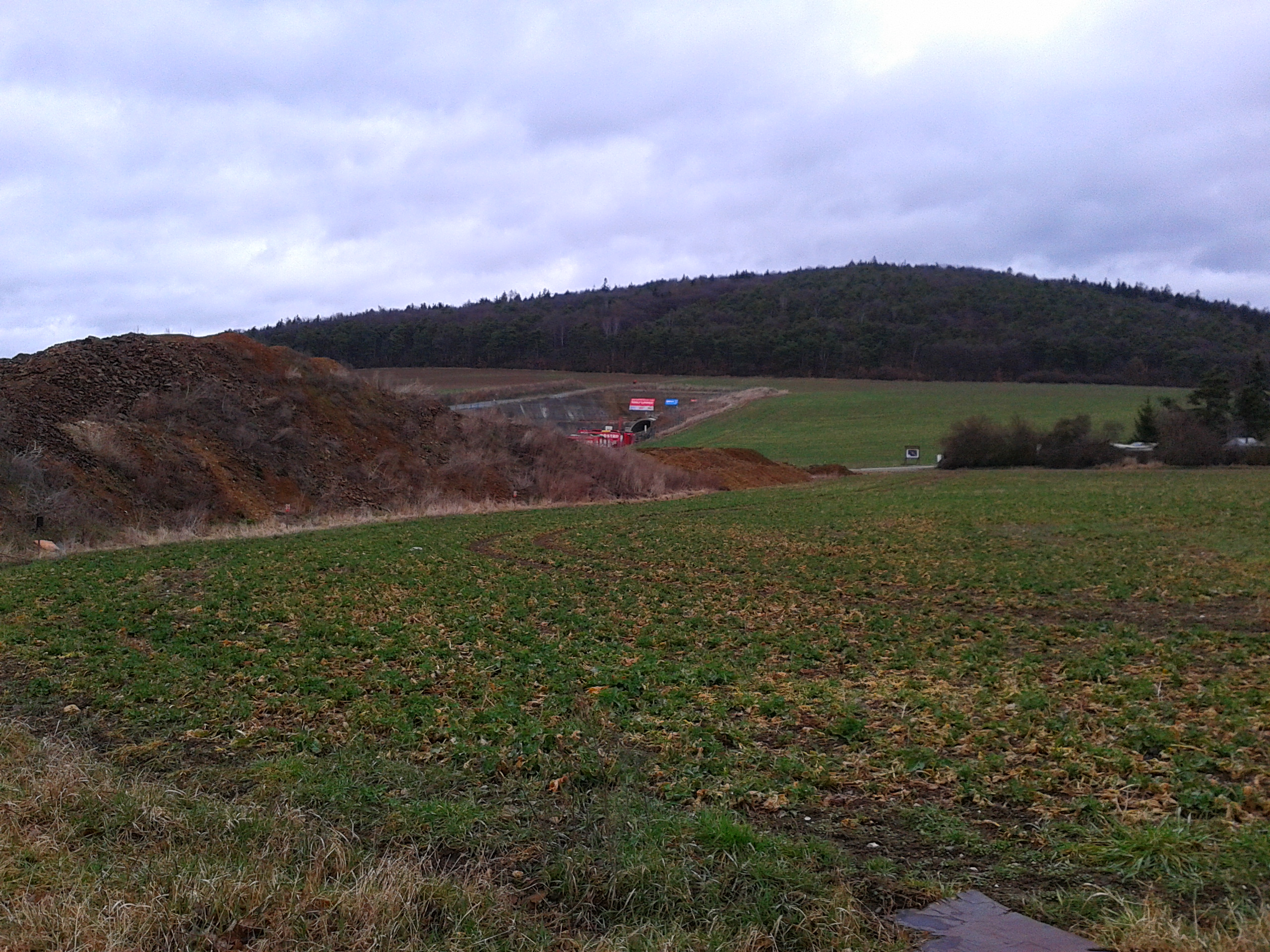
Kopec Chlum spolu s portálem železničního tunelu

Přes vrchol prochází červená turistická trasa 0202 vedoucí z Doubravky na rozcestí u Rakolusek a přes východní svah prochází zelená turistická trasa 3603 z Doubravky do Horní Břízy. Rozhledna je turistické známkové místo se známkou č. 707.

## Okolí
V okolí kopce se nachází několik zajímavých objektů, jedním z nich je Kostel svatého Jiří, u něho je soutok Mže a Radbuzy a vzniká tam řeka Berounka, dříve kolem kopce vedla železniční trať Praha–Plzeň, která ovšem byla zrušena v roce 2018 a poté částečně pod Chlumem vede Ejpovický tunel.